# Cruz das Almas
Cruz das Almas és un municipi brasiler de l'estat de Bahia. És localitzat a una latitud 12° 40' 12" sud i una longitud 39° 06' 07" oest i a 224 metres de altitud del oceà, fent part del Recôncavo Baiano. Seva població s'estima en 63.591 habitants (cens 2020). El municipi mesura 145,742 km².
El municipi fou fundat en 1897 sent desmembrat de São Félix i és la seu de la Universitat Federal del Reconcavo Baiano, una de les universitats més importants del nord-est.